# Vilathikulam
Vilathikulam (o Vilattikulam, Vilatikulam) è una suddivisione dell'India, classificata come town panchayat, di 13.540 abitanti, situata nel distretto di Thoothukudi, nello stato federato del Tamil Nadu. In base al numero di abitanti la città rientra nella classe IV (da 10.000 a 19.999 persone).

## Geografia fisica
La città è situata a 9° 10' 0 N e 78° 10' 0 E e ha un'altitudine di 30 m s.l.m..

## Società

### Evoluzione demografica
Al censimento del 2001 la popolazione di Vilathikulam assommava a 13.540 persone, delle quali 6.800 maschi e 6.740 femmine. I bambini di età inferiore o uguale ai sei anni assommavano a 1.684, dei quali 877 maschi e 807 femmine. Infine, coloro che erano in grado di saper almeno leggere e scrivere erano 9.779, dei quali 5.255 maschi e 4.524 femmine.